# Zsolnai egyházmegye
A Zsolnai egyházmegye (szlovákul: Žilinská diecéza, latinul: Dioecesis Solnensis) a latin rítusú katolikus egyházhoz tartozó egyházmegye a mai Szlovákiában. 2008. február 14-én jött létre a Besztercebányai és a Nyitrai egyházmegyékből elcsatolt 10 espereskerületből. A Pozsonyi főegyházmegye szuffragáneus egyházmegyéje. Az egyházmegye püspöki székesegyháza a zsolnai Szentháromság-székesegyház.

Szlovákia egyházmegyéi 2008-tól

## Terület

### Szomszédos egyházmegyék
- Nagyszombati főegyházmegye (délnyugat)
- Olomouci főegyházmegye (északnyugat)
- Ostrava-Opavai egyházmegye (északnyugat)
- Bielsko-Żywieci egyházmegye (észak)
- Krakkói főegyházmegye (északkelet)
- Szepesi egyházmegye (kelet)
- Besztercebányai egyházmegye (dél)

## Szervezet

### Az egyházmegyében szolgálatot teljesítő püspökök
- Tomáš Galis, megyés püspök (kinevezve 2008. február 14-én)

### Területi beosztás
Espereskerületek:
- Nagybiccse
- Csaca
- Illava
- Kiszucaújhely
- Turócszentmárton
- Puhó
- Vágbeszterce
- Rajec
- Várna
- Zsolna